# Brigadeführer
 (mars 2020).

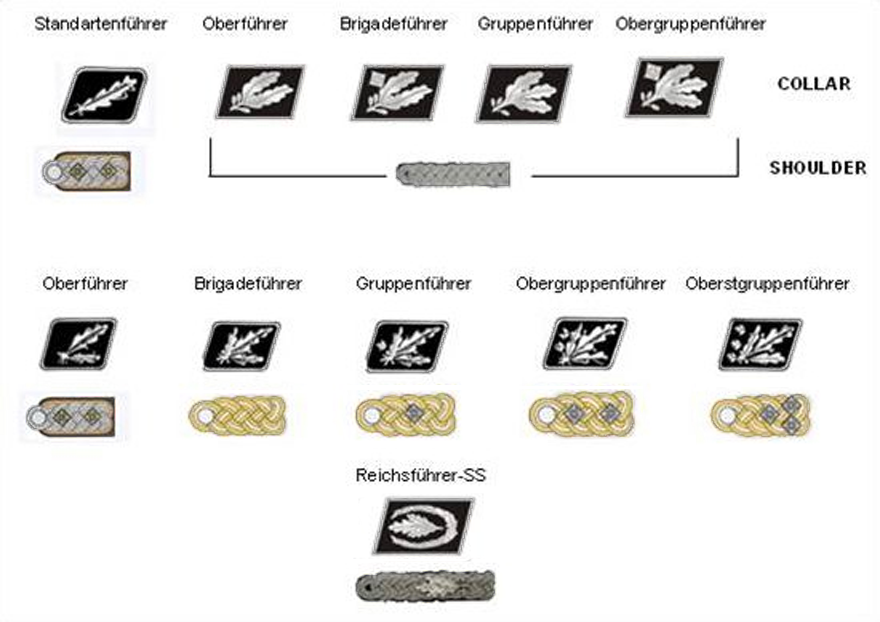
Insignes de grade (pattes de collet et pattes d’épaule) des uniformes des officiers de la SS, ayant au moins une feuille de chêne aux pattes de collet (ce sont des officiers généraux sauf pour les cas des Standartenführer et Oberführer) :
- de 1933 à avril 1942 (1re rangée, en haut) ;
- après avril 1942 (2e rangée, au milieu).
Les insignes du Reichsführer-SS (rangée du bas) sont restés inchangés de 1934 à 1945. Le grade d’Oberst-Gruppenführer n'est apparu qu'en 1942 (il ne figure donc pas dans la rangée du haut).

Brigadeführer (abréviation Brif) est un grade dans la SS, et dans sa branche militaire, la Waffen-SS.

## Contexte historique
Dans « l'organisation politico-policière et militaire » qu'est la SS du Troisième Reich, ce grade correspond à celui de Generalmajor (des armées de terre ou de l’air) ou de Konteradmiral (de la marine) au sein de la Wehrmacht (les forces armées du Reich). Il est l'équivalent de général de brigade dans l'Armée française.
Pour la partie politique de l’organisation, il constitue un titre honorifique et une reconnaissance de l'importance politique de son titulaire au sein du parti nazi.
En revanche, pour sa partie policière (Orpo, RSHA) ou sa partie militaire (Waffen-SS), il traduit une réelle fonction de commandement opérationnel.
C'est le grade d'officier général le moins élevé dans le corps des officiers généraux SS qui en compte cinq (si on inclut celui de Reichsführer-SS, principalement porté par Himmler). Dans l'ordre hiérarchique descendant, pour les grades comportant une ou plusieurs feuilles de chêne au collet (les grades d’Oberführer et Standartenführer ne sont pas des grades d'officiers généraux, mais d'officiers supérieurs), on a le tableau suivant :
| Ordre hiérarchique descendant                         | Insignes de col (1942-1945) | Grade dans la SS        | Suffixe pour la police          | Suffixe pour la Waffen-SS         | Équivalent dans les armées de terre ou de l’air | Équivalent dans la marine |
| Officiers généraux                                    | Officiers généraux          | Officiers généraux      | Officiers généraux              | Officiers généraux                | Officiers généraux                              | Officiers généraux        |
| ----------------------------------------------------- | --------------------------- | ----------------------- | ------------------------------- | --------------------------------- | ----------------------------------------------- | ------------------------- |
| N/A                                                   | N/A                         | Pas d’équivalent        | N/A                             | N/A                               | Reichsmarschall                                 | Pas d’équivalent          |
| 1                                                     |                             | Reichsführer-SS         | und Chef der deutschen Polizei  | N/A                               | Generalfeldmarschall                            | Großadmiral               |
| 2                                                     |                             | SS-Oberst-Gruppenführer | und Generaloberst der Polizei   | und Generaloberst der Waffen-SS   | Generaloberst                                   | Generaladmiral            |
| 3                                                     |                             | SS-Obergruppenführer    | und General der Polizei         | und General der Waffen-SS         | General                                         | Admiral                   |
| 4                                                     |                             | SS-Gruppenführer        | und Generalleutnant der Polizei | und Generalleutnant der Waffen-SS | Generalleutnant                                 | Vizeadmiral               |
| 5                                                     |                             | SS-Brigadeführer        | und Generalmajor der Polizei    | und Generalmajor der Waffen-SS    | Generalmajor                                    | Konteradmiral             |
| Officiers supérieurs avec feuilles de chêne au collet |                             |                         |                                 |                                   |                                                 |                           |
| 6                                                     |                             | SS-Oberführer           | Néant                           | Néant                             | Pas d’équivalent                                | Kommodore                 |
| 7                                                     |                             | SS-Standartenführer     | und Oberst der Polizei          | Néant                             | Oberst                                          | Kapitän zur See           |

## Insignes de grade

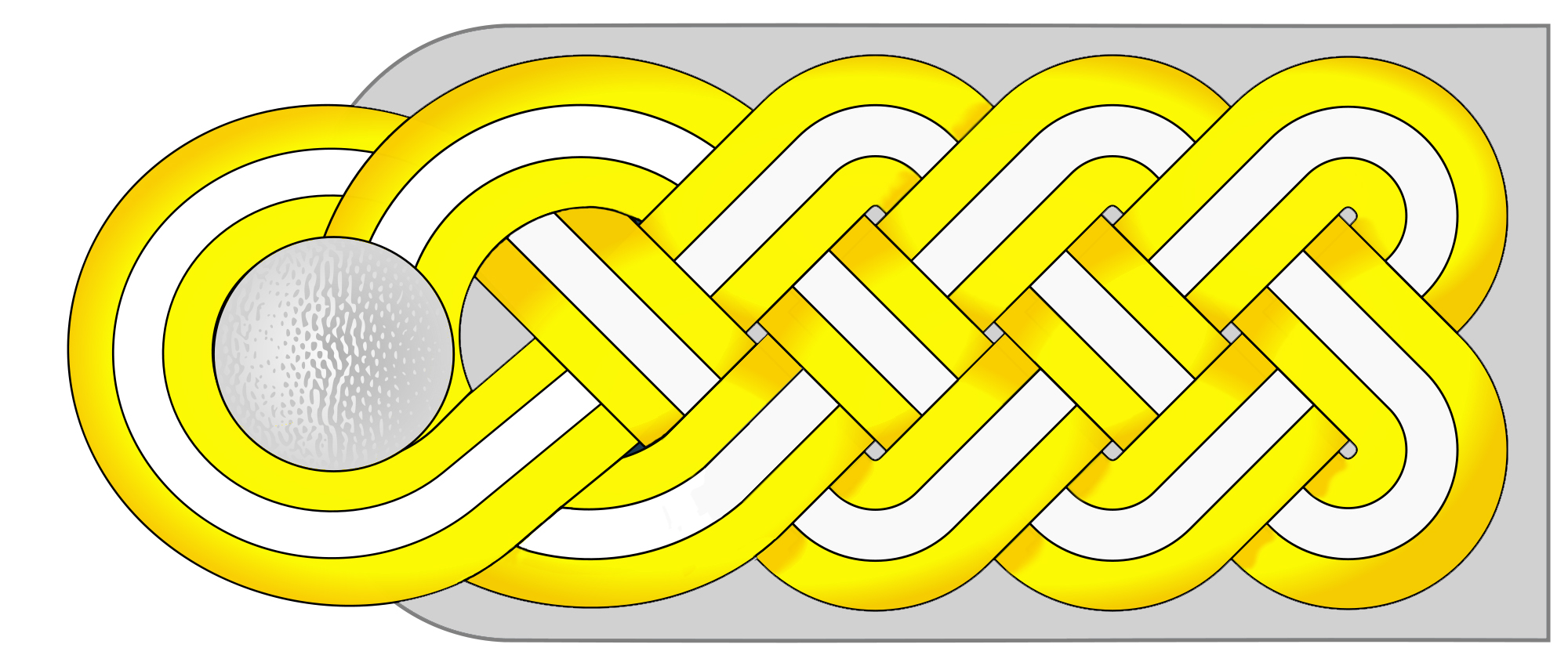
Patte d'épaule droite
Pattes de collets
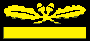
Camouflage

## Équivalents
- Wehrmacht : Generalmajor
- Armée française : Général de brigade

## Liste deBrigadeführer
- Fritz Freitag (1894-1945), commandant de la 8e division SS « Florian Geyer », puis de la 4e division SS « Poliizei ».
- Fritz Kraemer (1900-1959), commandant du 1er SS-Panzerkorps, puis du 12e SS Panzer Division
- Odilo Globocnik (1904-1945), Gauleiter à Vienne, puis chef des SS et de la police à Lublin, il a sous ses ordres l'officier Friedrich Buchardt, chef du SD local, et organise notamment l’Aktion Reinhard.
- Ernst-Robert Grawitz (1899-1945), directeur adjoint de la Croix-rouge allemande, médecin SS.
- Heinz Harmel (1906-2000), commandant de la 10e division SS « Frundsberg ».
- Hans Helwig (1881-1952), vétéran SS et commandant de camps de concentration.
- Bronislaw Kaminski (1899-1944), commandant de la 29e division SS de grenadiers « Rona ».
- Gustav Krukenberg (1888-1980), commandant de la division Charlemagne.
- Otto Kumm (1909-2004), commandant de la 1re division SS « Leibstandarte SS Adolf Hitler ».
- Wilhelm Mohnke (1911-2001), commandant de la 1re division SS « Leibstandarte SS Adolf Hitler », puis du Kampfgruppe Mohnke qui va assurer la défense du quartier de la chancellerie durant la Bataille de Berlin.
- Erich Naumann (1905-1951), chef du Einsatzgruppe B, exécuté.
- Walter Schellenberg (1910-1952), chef du contre-espionnage du SD, condamné à Nuremberg.
- Jacob Sporrenberg (1902-1952), chef des SS et de la police en Biélorussie puis à Lublin où il remplace Globocnik et met en œuvre l’Aktion Erntefest ; condamné à mort et exécuté après-guerre.
- Sylvester Stadler (1910-1995), commandant de la 9e division SS « Hohenstaufen ».
- Franz Walter Stahlecker (1900-1942), premier commandant du Einsatzgruppe A.
- Herbert-Ernst Vahl (1896-1944), commandant de la 2e division SS « Das Reich », puis de la 4e division SS « Polizei ».
- Theodor Wisch (1907-1995), commandant de la 1re division SS « Leibstandarte Adolf Hitler ».